# Ацетилцианид
Ацетилцианид — органическое вещество, нитрил пировиноградной кислоты (можно также рассматривать как производное уксусной кислоты). В органическом синтезе применяется как реагент для ацилирования, получения циангидринов и реакций циклоприсоединения.

## Получение
Препаративный метод получения ацетилцианида заключается в реакции галогенангидридов уксусной кислоты и цианида меди(I).

## Химические свойства
Ацетилцианид используется для селективного ацилирования спиртов и аминов. Также ацилированию подвергаются реактивы Гриньяра, первичные нитроалканы, дитианы, нитрозамины, соединения с активированной метиленовой группой и другие С-нуклеофилы.
В реакциях циклоприсоединения в присутствии хлорида цинка ацетилцианид выполняет роль диенофила.